# Урук хай
Урук-хай е името на малцинство обитаващо източните покраини на областта Мордор ,срещат се и по долното течение на река Есен, край Ломи, от книгите на Джон Роналд Руел Толкин. Споменати са за първи път във Властелинът на пръстените, като напреднала раса от орки, която служи на Саурон и Саруман.

## Терминология
Името Урук-хай съдържа елемента урук, което е думата от Черния език за орк, и съответно от думата урко от измисления от Толкин език на Куения (на синдарин - орх). Другата част -— хай, означава „народ“, т.е. Урук-хай буквално е „народ на орки“. Подобен термин е Олог-хай („народ на тролове“), използван за раса, създадена от изключително силни и зли тролове, способни да оцеляват на слънчева светлина.
Кристофър Толкин обяснява думата уруки като англиканизация на съчетанието урук-хай и баща му нерядко е използвал двата термина равнозначно. Макар че Урук-хай означава буквално „народ на орки“, терминът се използва за орките-войници от Мордор и Исенгард, а „снага“ (означаващо роб) е тяхната дума за другите раси.

## В книгите на Толкин
Расата Урук-хай, описвана като едри черни орки с голяма физическа сила, за първи път се появява около 2475 г. от Третата епоха, когато завладява Итилиен и град Осгилиат. Тези уруки са развъдени от Саурон, но Саруман е създал свои, правейки други подобрения като устойчивост на слънчева светлина и по-изправен ръст. Всичките урук хаи са по-едри и по-силни от другите оркски раси, на които гледат с превъзходство и често малтретират.
В Двете кули, Арагорн забелязва, че загиналите при Амон Хен урук хаи не са като другите орки, които е виждал преди това. В глава 4 от книгата, Дървобрад размишлява над възможността Саруман да е кръстосал орки и хора — нещо, което нарича „черно зло“:
„Скверните твари, породени от Великия мрак, имат една обща черта — не могат да понасят Слънцето; ала орките на Саруман го търпят, макар и да го ненавиждат. Питам се, какво ли е направил? Дали са хора, които е съсипал, или е смесил расите на човеци и орки? Черно зло би било това!“
Тези орки, които се наричат „бойците Урук–хай“, са голяма част от армията на Саруман, заедно с Дуноземците и другите човешки врагове на Рохан. Те са по-бързи, по-силни и по-едри от другите орки и могат да вървят през деня, без да отслабват от светлината, дори и да не я харесват. Според думите им, Саруман ги храни с човешка плът:
„Ние служим на Саруман Мъдреца, Бялата ръка — Ръката, що ни храни с човешко месо.“
Урук хаите на Саруман се бият срещу Рохиримите при Бродовете на Исен, където е убит Теодред, син на крал Теоден, и в битката при Шлемово усое, където по-голямата част от тях е разбита и унищожена.